# Acanthocarpus humilis
Acanthocarpus humilis är en sparrisväxtart som beskrevs av Alexander Segger George. Acanthocarpus humilis ingår i släktet Acanthocarpus och familjen sparrisväxter. Inga underarter finns listade i Catalogue of Life.